# World IPv6 Day

Logo World IPv6 Launch Day

World IPv6 Day – wydarzenie mające na celu rozpropagowanie informacji na temat IPv6 oraz techniczne testy jego obsługi, zorganizowane 8 czerwca 2011 przez Internet Society przy współpracy dostawców treści w Internecie, m.in. Google i Facebooka.
W związku z sukcesem przedsięwzięcia rok później, 6 czerwca 2012, zorganizowano World IPv6 Launch, którego celem było tym razem, zamiast testowania, wprowadzenie obsługi IPv6 w produktach i usługach uczestników na stałe.

## World IPv6 Day
Zamiar zorganizowania World IPv6 Day ogłoszono 12 stycznia 2011, a wiodącymi uczestnikami tego wydarzenia miało być pięć firm: Facebook, Google, Yahoo!, Akamai i Limelight Networks. Rozpoczęło się ono o północy czasu UTC 8 czerwca 2011, a zakończyło o 23:59 tego samego dnia.
Główną motywacją była okazja do zbadania w praktyce problemów związanych z IPv6, głównie tzw. IPv6 brokenness (nieprawidłowego działania preferowanego protokołu IPv6, gdy dostępny jest IPv4). W tym celu na 24 godziny uczestnicy World IPv6 Day umożliwili dostęp do swoich stron internetowych po IPv6. Testowanie polegało głównie na opublikowaniu rekordów DNS typu AAAA, które pozwalają klientom obsługującym IPv6 na łączenie się przez ten protokół. Jako pierwszy pomysł taki poddał Cameron Byrne z T-Mobile USA na Google IPv6 Conference w 2010 roku.
Dodatkowym celem było zmotywowanie organizacji branżowych – dostawców usług internetowych, producentów sprzętu, twórców systemów operacyjnych i firm prowadzących strony – do przystosowania swoich produktów do działania z IPv6, aby umożliwić płynne przejście na nowy protokół. Od dostawców usług internetowych nie oczekiwano tego dnia znaczących działań, a tylko zwrócenia uwagi na sprawę i przygotowania się do rozwiązywania związanych z nią problemów.

### Uczestnicy
W World IPv6 Day wzięło udział ponad 400 uczestników, w tym część z najbardziej popularnych stron internetowych (wyszukiwarek internetowych, serwisów społecznościowych), sieci content delivery network (CDN) oraz różni dostawcy usług internetowych i firmy obsługujące sieć szkieletową Internetu, m.in. Comcast, Google, Yahoo!, Facebook, YouTube, Akamai, Limelight Networks, Microsoft, Vonage, AOL, Mapquest, T-Online, Cisco, Juniper Networks, Huawei, Departament Handlu Stanów Zjednoczonych, MasterCard, BBC i Telmex.

### Wyniki
Zanotowano wzrost ruchu poprzez IPv6 (natywnego i tunelowanego) z 0,024% całego ruchu w Internecie do 0,041%. Największy wzrost ruchu IPv6 – pochodzącego w dużej mierze z urządzeń z systemem Android – odnotował Google. Najbardziej urósł jednak ruch poprzez tunele 6to4, dowodząc konieczności obsługi IPv6 przez strony internetowe.
Według pierwszych danych World IPv6 Day odbył się zgodnie z planem, a uczestnicy nie odnotowali znaczących problemów. Cisco i Google nie zgłosiły istotnych problemów, Facebook uznał wyniki za zachęcające i pozostawił IPv6 włączone na swojej stronie deweloperskiej. Uznano jednak, że konieczne jest więcej pracy, zanim będzie można zacząć konsekwentnie używać IPv6.

## World IPv6 Launch
W związku z sukcesem World IPv6 Day rok później, 6 czerwca 2012, zorganizowano World IPv6 Launch, którego celem było włączenie obsługi IPv6 w produktach i usługach uczestników na stałe. Hasłem przewodnim wydarzenia było „this time, it's for real” (ang. „tym razem na serio”).
Do uczestników dołączyła Wikimedia Foundation, na stałe włączając IPv6 na swoich stronach, w tym na Wikipedii.
W opinii Alaina Fiocco z Cisco po tym dniu strony internetowe obsługujące ok. 30% światowego ruchu powinny stać się dostępne również po IPv6. Ruch IPv6 w Internet Exchange Point Amsterdam wzrósł o 50%, z 2 do 3 Gbps.